# Glochidium

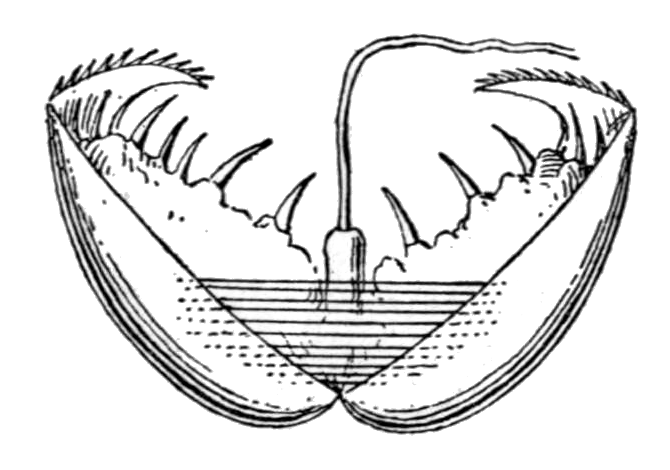
glochidium škeble rybničné měří 0,35 mm

Glochidium je larva velkých sladkovodních mlžů. Po vylíhnutí z vajíčka se přichycuje na žábry ryb. Poškozuje je mechanicky pomocí mohutně vyvinutých zubů na vnějším okraji schránky.
Příklady mlžů, kteří mají glochidia: škeble říční, škeble rybničná, …
Dalšími typy larev mlžů jsou trochofora a veliger.